# Giordana Racing Team
L'equip Giordana Racing Team (codi UCI: VGR), conegut anteriorment com a Pinarello, Candi TV o Motorpoint, fou un equip ciclista britànic de categoria continental. Creat el 2008, va competir principalment als circuits continentals de ciclisme fins a la seva desaparició a finals del 2014.

## Principals victòries
- Volta a Irlanda: Russell Downing (2009)
- Gran Premi de la vila de Pérenchies: Rico Rogers (2012)
- Tour de Southland: Michael Northey (2012)
- Sharjah International Cycling Tour: Roman Van Uden (2013)
- REV Classic: Shem Rodger (2013)

### Grans Voltes
- Tour de França
  - 0 participacions
- Giro d'Itàlia
  - 0 participacions
- Volta a Espanya
  - 0 participacions

## Classificacions UCI
L'equip participa en les proves dels circuits continentals i principalment en les curses del calendari de l'UCI Europa Tour.
UCI Àsia Tour
| Temporada | Classificació per equips | Millor ciclista en la classificació individual |
| --------- | ------------------------ | ---------------------------------------------- |
| 2011      | 39è                      | Jonathan McEvoy (85è)                          |
| 2012      | 49è                      | Rico Rogers (104è)                             |

UCI Europa Tour
| Temporada | Classificació per equips | Millor ciclista en la classificació individual |
| --------- | ------------------------ | ---------------------------------------------- |
| 2008      | 52è                      | Russell Downing (31è)                          |
| 2009      | 64è                      | Russell Downing (50è)                          |
| 2010      | 77è                      | Ian Bibby (355è)                               |
| 2011      | 68è                      | Ian Bibby (234è)                               |
| 2012      | 66è                      | Philip Lavery (321è)                           |
| 2013      | 116è                     | Michael Northey (682è)                         |
| 2014      | 108è                     | Marcin Białobłocki (528è)                      |

UCI Oceania Tour
| Temporada | Classificació per equips | Millor ciclista en la classificació individual |
| --------- | ------------------------ | ---------------------------------------------- |
| 2013      | 7è                       | Roman Van Uden (14è)                           |